# DistroWatch
DistroWatch — информационный и новостной вебсайт о различных дистрибутивах Linux и других свободных и открытых операционных системах (UNIX-подобных; OpenSolaris или BSD). Также на нём ведётся рейтинг посещаемости страниц с описанием дистрибутивов, как примерный способ оценки их популярности.

## История
DistroWatch был основан 31 мая 2001. Идея начиналась с очень простой таблицы, сравнивающей 5 основных дистрибутивов и диаграммы с параметрами (цена, версия, дата выпуска) и версий нескольких пакетов (Kernel, KDE, Gnome, XFree86, Apache). Создатель продолжал со временем добавлять новые дистрибутивы, параметры и пакеты до тех пор, пока таблица не достигла приемлемого состояния по части предоставляемой информации. На этом этапе было решено перевести список из электронной таблицы в документ HTML и запустить сайт.
Создателем сайта является Ладислав Боднар (Ladislav Bodnar) — гражданин ЮАР родом из Чехословакии, проживающий в Тайване. Из его слов: «Свою первую попытку установки операционной системы Linux я осуществил в апреле 1999. В Китае говорят: "Путешествие в тысячу миль начинается с единственного шага". Сделать эти первые шаги было не слишком просто, но само путешествие было полно приятных сюрпризов, даже радостей и, что наиболее важно, это было путешествие свободы. Linux - это великая вещь и этот сайт просто небольшой вклад для тех, кто получает от него удовольствие». DistroWatch имел большое число активных помощников; среди них Роберт Стори — первоначально автор книг-путеводителей и активный обозреватель дистрибутивов Linux, и д-р Чжу Вэньтао — член Китайской академии наук (Chinese Academy of Sciences) в Пекине.
Ладислав Боднар также создал «Еженедельник DistroWatch». В ноябре 2008 года, решил уйти с поста редактора. Ладислав сказал, что он всё равно продолжит владеть сайтом, в то время, как проектом DistroWatch Weekly будет владеть Крис Смарт. 
По состоянию на 9 августа 2015 года, DistroWatch пожертвовал в общей сложности $44175 на различные проекты с открытым исходным кодом с момента запуска программы пожертвований в марте 2004 года.

## Особенности
Сайт предоставляет удобный список дистрибутивов. В информацию о них входят такие сведения: является ли дистрибутив независимым проектом, либо разрабатывается на основе другого, активна ли разработка, для каких категорий он подходит и какие архитектуры процессоров поддерживает. Существует также DistroWatch Weekly, который выходит в понедельник «как публикация, обобщающая события в мире дистрибутивов на еженедельной основе». DistroWatch имеет ежемесячную программу пожертвований — совместную инициативу между DistroWatch и двумя интернет-магазинами, в которых продаются недорогие компакт-диски и DVD-диски с Linux, BSD и другим программным обеспечением с открытым исходным кодом.
Статистика учитывает только одно обращение к страницам с IP-адреса в день и служит для приблизительного определения популярности дистрибутивов на сайте.